# 마크 머나드
마크 머나드(Marc Menard, 1975년 3월 2일 ~ )은 캐나다의 배우이다.